# سوتو إل مونتي
سوتو إل مونتي (قالب:Lang-lmo؛ "تحت الجبل")، رسمياً سوتو إل مونتي جيوفاني الثالث والعشرون، هي بلدية في شمال إيطاليا. تقع في مقاطعة بيرغامو بلومباردي، اسم البلدة الرسمي، مثل رييزي بيو إكس، يكرّم ابن البلدة الأشهر: أنجيلو جوزيبي رونكالي، الذي أصبح فيما بعد البابا يوحنا الثالث والعشرون ((بالإيطالية: جيوفاني الثالث والعشرون)).

## مدن توأم - مدن شقيقة
سوتو إل مونتي جيوفاني الثالث والعشرون متوأمة مع:
- ماركتل، ألمانيا (2009)

1. ↑  "Superficie di Comuni Province e Regioni italiane al 9 ottobre 2011" (بالإيطالية). Istituto nazionale di statistica. Retrieved 2019-03-16.
2. ↑   https://demo.istat.it/?l=it. {{استشهاد ويب}}: |url= بحاجة لعنوان (مساعدة) والوسيط |title= غير موجود أو فارغ (من ويكي بيانات) (مساعدة)
3. ↑  GeoNames (بالإنجليزية), 2005, QID:Q830106